# Leioproctus canutus
Leioproctus canutus är en biart som beskrevs av Houston 1990. Leioproctus canutus ingår i släktet Leioproctus och familjen korttungebin. Inga underarter finns listade i Catalogue of Life.